# De toornige trollen
De toornige trollen is een  stripverhaal uit de reeks van Jerom, uitgegeven door de Standaard Uitgeverij in 1987.

## Locaties
- Kruidenier, school, circustent, huis van Dolly, sprookjeswereld

## Personages
- Jerom, Dolly, Astrotol, Boskop, Femke, kinderen, leraar, kruidenier, trollen, ouders, elfjes

## Het verhaal
Jerom gaat langs de kruidenier als hij de kinderen van school gaat halen, maar komt er dan achter dat er geen kinderen op school zijn. Verbaasd gaat hij naar huis en hij ziet een circustent in het centrum. Dan komt hij erachter dat alle kinderen in de tent zijn, ze spelen computerspelletjes. Jerom stuurt alle kinderen naar school, zodat hun ouders ze mee kunnen nemen naar huis. Thuis krijgen Femke en Boskop straf, ze moeten vroeg op bed. Dolly vindt het gek dat de kinderen niet tegenstribbelen. Ze weet niet dat de kinderen weer computerspelletjes gaan spelen op hun kamer. Een trollenkoning stapt met zijn volgelingen uit een computerspel in de circustent en ze gaan de straat op om kinderen te halen. Femke en Boskop gaan met de trollen mee. Astrotol, Jerom en Dolly ontdekken dat de kinderen verdwenen zijn en gaan op zoek. Ze zien dat de trollen veel kinderen meenemen in de circustent, maar ze verdwijnen allemaal in een computerspel. Dolly, Jerom en Astrotol springen hen achterna en komen in een sprookjeswereld terecht.
De vrienden ontmoeten elfjes en horen dat de trollen de kinderen lokken, zodat ze nog meer computerspellen kunnen maken en daarmee nog meer kinderen naar de sprookjeswereld halen. De elfjes hadden overmacht door een toverstaf, maar deze toverstraf is door de trollen gestolen. De vrienden gaan op weg naar de trollen en merken dat de mooie sprookjeswereld in een griezelige en lelijke plek is veranderd door de trollen. De trollen zien dat de volwassenen in aantocht zijn en ook Femke en Boskop zien dit op een tv. Ze besluiten vanuit de gevangenis een verzet te organiseren. De trollen worden aangevallen door Jerom en alle kinderen helpen, doordat ze de computerspellen hebben aangepast. Het lukt de koningin van de elfjes om haar toverstaf terug te vinden en op deze manier krijgt ze weer macht over de trollen. De toverstaf heeft de vorm van een schaar en hiermee knipt ze de lange haren van de trollen af. De elfjes organiseren een feest en de trollen zullen voortaan als tuinman dienst doen. De vrienden worden terug naar hun eigen wereld getoverd en Jerom breekt daar de circustent af.